# Sfârșitul non-A
Sfârșitul non-A (1984) (titlu original Null-A Three), scris de obicei Ā Three, este un roman science fiction scris de A. E. van Vogt. Încorporează concepte din semantica generală a lui Alfred Korzybski și face referire la logica nearistotelică.
Romanul continuă aventurile lui Gilbert Gosseyn din Lumea non-A (1945) și Jucătorii non-A (1956).

## Sinopsis
Gilbert Gosseyn se trezește în al treilea trup al său, în condițiile în care Gosseyn Doi n-a murit încă. Unul dintre trupurile de rezervă folosite în mașinăria lui de reîncarnare a fost găsit și adus la viață de apropierea unei imense flote spațiale din altă galaxie, avându-i la bord pe strămoșii primordiali ai oamenilor, Dzan, prinși într-un război de eoni cu o rasă mutantă la fel de veche, Troog. Flota spațială este condusă de un copil, Enin, care pare a avea multe dintre puterile lui Gosseyn, inclusiv un creier dublu. 
Gosseyn încearcă să-l școlească pe copil în modul de gândire non-A și să-l salveze de revolta supușilor săi, care pregătesc o lovitură de palat. Revenit pe Pământ, el apelează la vechiul său prieten, paznicul de hotel Dan Lyttle și încearcă să-l convingă pe președintele Blayney să reînființele Mașina Jocurilor.
Următorul pas și cel mai important se dovedește rezolvarea ecuației care cuprinde Cel Mai Mare Imperiu al lui Enro cel Roșu, Imperiul Dzan al lui Enin și Imperiul Troog. Cu ajutorul puterilor conferite de creierul său dublu și colaborând cu Gosseyn Doi, Gosseyn Trei reușește să potolească setea de putere a lui Enro și pornirile beligerante ale mutanților Troog, rămânând în cele din urmă alături de Imperiul Dzan, la conducerea căruia va ajunge căsătorindu-se cu împărăteasa-mamă.

## Lista personajelor
- Gilbert Gosseyn Doi - om înzestrat cu capacitatea de a-și folosi al doilea creier, ceea ce-i permite să se deplaseze instantaneu între locații memorizate anterior, să folosească diferite surse de energie și să prezică viitorul
- Gilbert Gosseyn Trei - al treilea corp Gosseyn în care se trezește conștiința acestuia; deși această conștiință se transferă într-un corp nou după moartea celui vechi, în cazul lui Trei trezirea conștiinței a avut loc în timpul vieții lui Doi, cele două alter-ego-uri fiind capabile să comunice telepatic
- Enin - împăratul-copil al Imperiului Dzan
- Strala - mama lui Enin
- Dan Lyttle - paznicul unui hotel de pe Pământ
- Blayney - președintele Pământului
- Gorrold - opozant politic al lui Blayney
- Draydart Duart - Comandant General al armatei Imperiului Dzan
- Breemeg - curtean din Imperiul Dzan
- Enro cel Roșu - conducătorul Celui Mai Mare Imperiu, om dotat cu capacitatea de a "vedea" evenimente care se petrec la mare distanță de el
- Patricia Hardie / Reesha -  sora lui Enro
- Eldred Crang - soțul Reeshei
- Leej - prezicătoare de pe Yalerta
- Dr. Kair - psiholog care îl ajută pe Gosseyn să-și antreneze al doilea creier
- Yona și Veen - lideri ai Imperiului Troog
- John Prescott - fost comandant secund al bazei galactice venusiene
- Amelia Prescott - soția lui John

## Recepție critică
Mulți critici consideră cartea ca fiind cea mai slabă din serie, iar continuarea autorizată Null-A Continuum ignoră majoritatea evenimentelor prezentate în ea.